# ایزیری ۱۳۲۶۲
ایزیری ۱۳۲۶۲ استاندارد ملی ایران برای تعیین ویژگی‌ها و روش‌های آزمون جک‌های مربوط به موتورسیکلت‌های دوچرخ است و برای تمام موتورسیکلت‌های دو چرخ تعریف شده در بند دو استاندارد ملی ایران به شماره ۷۵۵۸ کاربرد دارد.

## تاریخچه و روند تدوین
این استاندارد در چهارصد و هشتاد و پنجمین جلسه کمیته ملی استاندارد خودرو و نیرو محرکه موسسه استاندارد و تحقیقات صنعتی ایران مورد تائید قرار گرفت، و در سال ۱۳۸۹  به چاپ رسید.